# 佐川田昌俊
佐川田 昌俊（さがわだ まさとし）は、安土桃山時代から江戸時代前期にかけての武将。永井氏の家臣。山城国淀藩の家老。

## 略歴
天正7年（1579年）、誕生。下野国の出身で、はじめ上杉景勝に仕えた。このときに上杉氏の家臣である木戸玄斎の養子となっている。上杉家を離れた時期は不明だが、慶長5年（1600年）の関ヶ原の戦いでは西軍に属し大津城の戦いに参加、先登して負傷している。戦後は浪人していたが、徳川氏の家臣である永井直勝に見出されて永井家に身を寄せたがこの時はなぜか無禄であった。大坂の陣では永井軍の大将として参加した。元和2年（1616年）に直勝と共に江戸に移った。
直勝の死後は直勝の嫡男・尚政に仕えた。尚政には寵愛され、家老として実質的に藩政を主導した。寛永10年（1633年）には藩の転封に従って山城淀に居を移している。有名な「淀の水車」を設け淀城内に給水したのも彼の着想という。寛永15年（1638年）に病を得たため子・俊輔に家督を譲って隠居、洛南一休寺の傍らに庵を構えて黙々と号した。伝記には「禅に参じ、山水を翫び、意を方外に遊ばしむ」とある。
寛永20年（1643年）8月3日、死去。享年65。墓は一休寺の一角に在り、林羅山撰の大きな碑の横に立つ自然石の墓石には「是何麼（これなんぞや）」とだけ刻んである。

## 人物
智勇兼備の名士で、茶道を小堀遠州に学び、連歌は里村昌琢、書は松花堂昭乗、漢学は林羅山に、歌は飛鳥井雅庸・近衛信尋歌道に学んだ。その他の友人・知己に石川丈山、木下長嘯子などがいる。東国に在った頃ある人が昌琢に「連歌の第一人者はだれか」と問うたところ「西におのれ（昌琢）あり、東に昌俊あり」と答えたという。石川丈山、松花堂昭乗と共に一休寺方丈の庭園の作庭に携わったとの伝えもある。集外三十六歌仙の一人で、その秀歌撰にも撰ばれた
吉野山花咲くころの朝な朝な心にかかる峰の白雲
の歌で名高い。著書に『松花堂上人行状記』などがある。
藩政においても、藩士が財政的に困窮して苦しんでいたとき、尚政に無断で藩の金蔵を開いて救済を行なって助けたなどの逸話が存在する。昌俊の子孫は永井家の重代家老として存続した。